# Великая Полонка (Дятловский район)
Вели́кая Поло́нка (бел. Вялікая Палонка) — деревня в Дворецком сельсовете Дятловского района Гродненской области Белоруссии. По переписи населения 2009 года в Великой Полонке проживало 52 человека.

## География
Великая Полонка расположена в 12 км к юго-востоку от Дятлово, 157 км от Гродно, 4 км от железнодорожной станции Новоельня.

## История
В 1878 году Великая Полонка — деревня в Дворецкой волости Слонимского уезда Гродненской губернии (25 дворов, магазин). В 1880 году в Великой Полонке проживало 126 человек.
Согласно переписи населения 1897 года в Великой Полонке насчитывалось 33 дома, проживал 271 человек. В 1905 году — 322 жителя.
В 1921—1939 годах Великая Полонка находилась в составе межвоенной Польской Республики. В сентябре 1939 года Великая Полонка вошла в состав БССР.
В 1996 году Великая Полонка входила в состав колхоза имени К. Заслонова. В деревне насчитывалось 55 хозяйств, проживало 113 человек.